# Süseler Baum und Süseler Moor
Süseler Baum und Süseler Moor este o arie protejată (arie specială de conservare — SAC, sit de importanță comunitară — SCI) din Germania întinsă pe o suprafață de 80 ha, integral pe uscat.

## Localizare
Centrul sitului Süseler Baum und Süseler Moor este situat la coordonatele 54°04′34″N 10°41′43″E / 54.0761°N 10.6953°E.

## Înființare
Situl Süseler Baum und Süseler Moor a fost declarat sit de importanță comunitară în septembrie 2004 pentru a proteja 1 specie de animale. Situl a fost protejat și ca arie specială de conservare în ianuarie 2010.

## Biodiversitate
Situată în ecoregiunea continentală, aria protejată conține 3 habitate naturale: Lacuri eutrofice naturale cu vegetație de tip Magnopotamion sau Hydrocharition, Mlaștini calcaroase cu Cladium mariscus și specii de Caricion davallianae, Mlaștini împădurite.
La baza desemnării sitului se află o specie protejată de  mamifere: vidră de râu (Lutra lutra)